# Dmitri Demidov
Dmitri Vladimirovich Demidov (tiếng Nga: Дмитрий Владимирович Демидов; sinh ngày 3 tháng 1 năm 1996) là một cầu thủ bóng đá người Nga. Anh thi đấu cho FC Kolomna.

## Sự nghiệp câu lạc bộ
Anh có màn ra mắt tại Giải bóng đá chuyên nghiệp quốc gia Nga cho F.K. Vityaz Podolsk vào ngày 16 tháng 4 năm 2017 trong trận đấu với F.K. Saturn Ramenskoye.